# Masiwci
Masiwci (ukr. Масівці) – wieś na Ukrainie, w obwodzie chmielnickim, w rejonie chmielnickim, w hromadzie Chmielnicki. W 2001 liczyła 900 mieszkańców, spośród których 854 wskazało jako ojczysty język ukraiński, 22 rosyjski, 11 mołdawski, 2 białoruski, 3 ormiański, 1 romski, a 7 inny.